# Zyras rufapicalis
Zyras rufapicalis Assing, 2016 è un coleottero appartenente alla famiglia Staphylinidae.

## Etimologia
Il nome deriva dagli aggettivi latini rufus, -a, -um, cioè rosso e apicalis, -e, cioè apicale, in punta, all'apice; in riferimento alla parte apicale dell'addome di un pronunciato colore rosso.

## Caratteristiche
Il paratipo femminile rinvenuto ha una lunghezza totale di 8,5-9,5mm.

## Distribuzione
La specie è stata reperita sulla parte meridionale dell'isola di Taiwan: presso la linea ferroviaria Peinantashan, nel Kaohsiung Hsien.

## Tassonomia
Al 2017 non sono note sottospecie e dal 2016 non sono stati esaminati nuovi esemplari.